# Abonyi Lajos
Abonyi Lajos, születési nevén zsarolyáni Márton Ferenc József (Kisterenye, 1833. január 9. – Abony, 1898. április 28.) magyar író, földbirtokos.

## Élete
A református nemesi származású zsarolyáni Márton család sarja. Apja, zsarolyáni Márton Lajos (1800–1866), uradalmi tiszttartó Kisterenyén, majd abonyi birtokos, anyja, zsarolyáni Márton Terézia (1800–1878) volt. 1842-ben édesapja, Márton Lajos, Abonyban földbirtokot vásárolt, s a család odaköltözött. Az alsó gimnáziumi osztályokat Kecskeméten végezte, ekkor volt Jókai Mór rajztanítványa. 1847-ben a pesti evangélikus líceumban, 1848-ban a kecskeméti református kollégiumban folytatott filozófiai tanulmányokat. Itt Baksay Sándorral együtt szerkesztette a Korány című diáklapot. A szabadságharcban – 15 éves korában – mint ún. mozgó nemzetőr vett részt. 1852-ben fejezte be jogi tanulmányait. 1853-tól Abonyban apjával, majd 1861-69 között önállóan gazdálkodott, mellette irodalommal foglalkozott. 1861-től megyei aljegyzői, 1967-72 között gyámfelügyelői tisztséget is viselt. 1867-től a Kisfaludy Társaság, 1876-tól a Petőfi Társaság tagja volt.
Eseménytelen életének, amely látszatra semmiben sem különbözött sok ezer középbirtokosétól, három fókusza volt: Abony, a népköltészet és a színház. Gyermekkori élményei a palócsághoz fűzték, de leginkább az Alföld nőtt a szívéhez, hiszen több mint félszázadon át élt a Pest megyei Abonyban, mint a nagyközség népszerű „Márton tekintetes ura”. Annyira lokálpatrióta volt, hogy felvette az Abonyi nevet, s öregkorában elkészítette lakóhelye monográfiáját (nyomtatásban még nem jelent meg) és sokszor emlékezett vissza falujának a szabadságharc alatti megpróbáltatásaira is. Patriarkális megyei hivatalnokként élt, de abból magasan kiemelkedve.
Társadalmi osztálya átlagából kiemelte vágya a parasztság megismerésére és megértésére. Rajongott a népköltészetért, gyűjtött is belőle a Kisfaludy Társaság megbízásából, neki köszönhetjük a Kodály Zoltán Háry Jánosából közismert Sej, Nagyabonyban csak két torony látszik kezdetű szép dal lejegyzését. A folklór szeretete és bizonyos drámai látásmód vitte a színházhoz, amelynek számos népszínművet írt a hatvanas évek végétől kezdve egészen haláláig. Maradandó értékű alkotása az 1873-ban keletkezett A betyár kendője c. népszínműve, amelyben a kecskeméti Ónodi Kulcsár-Nagy Andrásné házát és lakóit is megjelenítette a színpadon. Évtizedeken át szívesen játszották színházaink. 

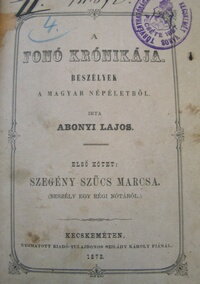
A fonó krónikája

Számos elbeszélést és regényt is írt. A múlt század utolsó éveiben és a századfordulón az alföldi népélet idillikus hangú, patriarkális szemléletű ábrázolójaként az egyik legolvasottabb író volt. Irodalmi levelezését fia, Márton Lajos régész (1876–1931) 1911-ben a Nemzeti Múzeumnak ajándékozta, hét levél azonban a kecskeméti városi könyvtárba került, napjainkban a Városi Levéltárban tekinthetők meg.

## Irodalmi munkássága
Az irodalomba Nagy Ignác vezette be, első írása 1850-ben - még egyetemi tanulmányai alatt - jelenik meg. Ettől kezdve rendszeresen közli őket a Hölgyfutár, a Nővilág, a Budapesti Hölgy-Divatlap, az Ország Tükre, a Fővárosi Lapok, valamint a Magyarország és a Nagyvilág. Idealizált regényeiben és novelláiban az alföldi nép életét ábrázolja. Pályája elején és végén történelmi regényeket is írt. Eötvös József és Jókai Mór műveinek hatása alatt alkotott nagyregényei a kor szociális kérdéseivel (pl. a zsidók egyenjogúsítása) foglalkoztak. Kisregényei, elbeszélései gyakran népköltészeti ihletésűek, írásainak témája gyakran népballadán alapul. Népszínműveket is írt, amelyek közül többnek Blaha Lujza volt a főszereplője. "Az ő történeteinek talaja, alakjai, alakjainak gondolat világa, érzései, mind ebből a földből termettek, a magyar föld illatát lehelik felénk, azt, ami magyar volt, és örökké magyar is fog maradni. Éppen ezért munkái nincsenek alávetve a múló divatoknak. Valahányszor vissza akarunk térni az ősi forráshoz, mindig vissza fogunk térni Abonyi írásaihoz..." - írta róla kiadója, Révai Mór János.
A 19. sz. vége és a 20. sz. eleje egyik legnépszerűbb írója volt, kortársai szinte már Jókaihoz és Mikszáthhoz mérték. Halála után tíz éven belül megjelent húszkötetes életműsorozata (Abonyi Lajos munkái, szecessziós vászonkötésben, 1905–1907). Művei iránti érdeklődés a két világháború között megritkult. Részletező, dagályos stílusú regényei, elbeszélései nehéz olvasmányok, parasztábrázolása, rusztikus és népszínművi darabjai kerülik a végső drámai összecsapást. A nála fellelhető népszokások, babonák, saját gyűjtése eredményei, így írásainak többségét a folkloristák ma is haszonnal olvashatják. Abonyi kúriáján vendégül látta a magyar irodalmi és színházi élet legismertebb szereplőit (Arany János, Balázs Sándor, Szigligeti Ede, Blaha Lujza és Jászai Mari), de maga nem folyt bele a fővárosi irodalmi életbe. Jókai is gyakran időzött náluk; ő volt fiának, Márton Lajosnak a nevelője (megfestette a gyermek Márton Lajos arcképét is).

## Emlékezete

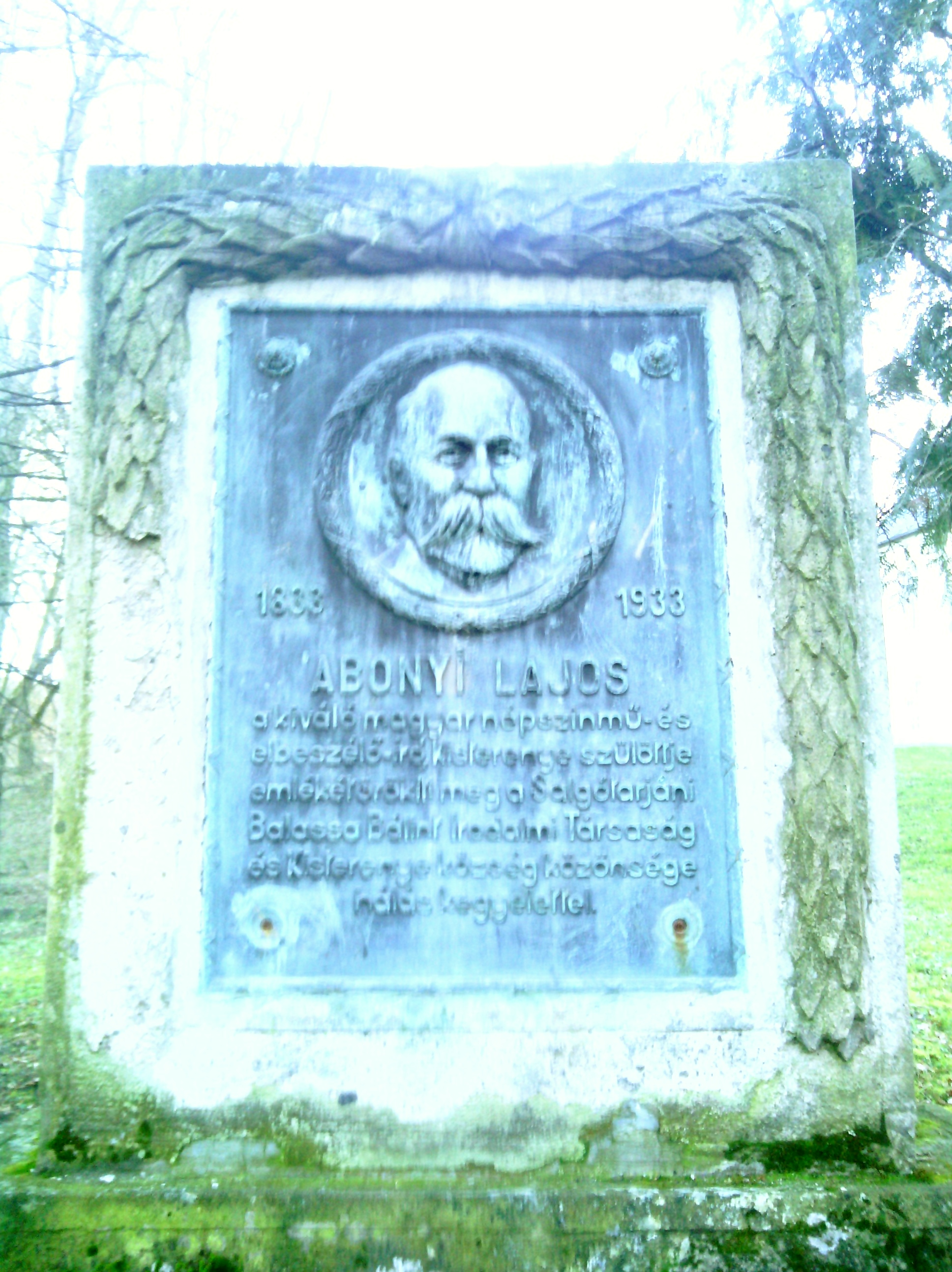
dombormű a kisterenyei Gyürky–Solymossy-kastély előtt

- 1891-ben róla nevezték el a Budapest, Istvánmezőn az Abonyi utcát.
- Kecskeméthez való kötődéseiről a város rendszeresen megemlékezik. Születésének 175. évfordulóján, 2008-ban a Hírös Naptár című helyi értékőrző havilap részletesen bemutatta Abonyi Lajos életét, munkásságát.
- Abonyban 1905-ben közadakozásból szobrot (Jankovich Gyula alkotása) emeltek tiszteletére, később a helytörténeti múzeumot róla nevezték el.[6]
- Abonyban születése centenáriumát, 1933-ban ünnepségsorozattal megünnepelték.
- kisterenyei szülőházára is ekkor került fel az emléktábla, a róla elnevezett utcában.
- Az abonyi református temetőben sírját a Nemzeti Emlékhely és Kegyeleti Bizottság védetté nyilvánította (2010-ben). Az abonyi tiszti kaszinóban arcképe volt látható (Thury Gyula festménye). Emlékét fia munkásságáéval együtt őrzi az Abonyi Lajos Múzeum (1959; kiállítóhely 2003. okt. 28-án lett)
- Az Abonyi Lajos Alapítvány, ill. az Országos Széchényi Könyvtár Színháztörténeti Tára őrzi több drámájának kéziratát és súgókönyvét.
- Domborműve áll a kisterenyei Gyürky–Solymossy-kastély parkjában is.

## Epikai művei
- Nílus forrásai, „fordított beszély”, Hölgyfutár, 1850
- A szenvedély vértanúja, „önálló beszély”,  Korányi-féle Losonczi album, 1851 (a cenzúra lefoglalta)
- Itt a szép Alföldön (elbeszéléskötet)
- A sári bíró leánya (novella)
- Szegény Szűcs Marcsa (novella)
- Észak csillaga. Történeti regény. I–II. köt. (Pest, 1855)
- Regék a kandalló mellett. Beszélyek. I–II. köt. (Pest, 1857)
- Regék a pásztortűz mellett. Beszélyek. I–II. köt. (Pest, 1857)
- Az egyetem pallosa. Regény. I–III. köt. (Pest, 1859)
- A mi nótáink. Regény. I–IV. köt. (Pest, 1864)
- Kenyér és becsület. Regény. I–III. köt. (Pest, 1865)
- A fonó krónikája. Beszélyek a magyar népéletből. I–III. köt. (Kecskemét, 1872; 2. kiad. Bp., 1882; 3. kiad. 1891)
- A betyár kendője Népszínmű, dalokkal. (A Nemzeti Színház könyvtára. 32. Bp., 1872; 2. kiad. 1900?, kalózkiadás: Cleveland, é. n.; műkedvelők sz. átd.: Rass Károly. Kolozsvár, 1924)
- Panna asszony leánya. Népszínmű 3 felvonásban, dalokkal. (Bp., 1875)
- Itt a szép Alföldön. Népies elbeszélések. (A Petőfi Társaság kiadványai. 6. Bp., 1878)
- A fekete kutya. Elbeszélés. (Az Athenaeum olvasótára. Bp., 1880; 2. kiad. 1881)
- Az özvegy tehénkéje. Elbeszélés. (Bp., 1882; 2. kiad. 1885)
- Az elveszett nóta. Igaz történet a magyar művészvilágból. (Bp., 1882)
- Magduska öröksége. Regény. I–II. köt. (Egyetemes regénytár. Bp., 1886; 2. kiad. 1890; 3. kiad. 1896; 4. kiad. 1903)
- Az utolsó kuruczvilág. Regény. I–III. köt. (Bp., 1886–1887; 2. kiad. 1888)
- A „pénzes molnár” románca. Beszély. (Egyetemes regénytár. Bp., 1889)
- Az utolsó Radák. Radák Katalin, magyarbényei br. Rétyi Antos Jánosné emlékezete. Ádám Kálmán, Czeglédi János és Szánthó Elek gyászbeszédeivel. (Bp., 1897)

## Posztumusz kiadásai
- A felejthetetlen barát. Regény. (Az Athenaeum olvasótára. Bp., 1899)
- A tyukodi prókátor kliensei. (Jeles elbeszélők kincsestára. Bp., 1900)
- Jókai Mórról. (Új Idők, 1905)
- A. L. munkái. I–XX. köt. Sajtó alá rend. Endrődi Sándor. (Bp., 1905–1907)
- Ágról ágra. Elbeszélések. Ill. Pogány Willy. (Révai magyar klasszikusai. Bp., 1906)
- Kandalló mellett. Elbeszélések. Ill. Pogány Willy. (Révai magyar klasszikusai. Bp., 1906)
- A mi nótáink. Regény. I–II. köt. Ill. Sarkadi Emil. (Révai magyar klasszikusai. Bp., 1906)
- Apró regények. I–II. köt. Ill. Gara Richárd. (Révai magyar klasszikusai. Bp., 1906)
- Kenyér és becsület. Elbeszélések. I–II. köt. Ill. Garay Ákos. (Révai magyar klasszikusai. Bp., 1906)
- Tarlóvirágok. Elbeszélések. Ill. Pogány Willy. (Révai magyar klasszikusai. Bp., 1906; új kiad. 1957)
- Pásztortűz. Regény. I–II. köt. Ill. Garay Ákos. (Révai magyar klasszikusai. Bp., 1907)
- Emlékek. Elbeszélések, visszaemlékezések. A. L. arcképével. Ill. Sarkadi Emil. (Bp., 1907)
- Itt a szép Alföldön. Népies elbeszélések. Ill. Garay Ákos. (Bp., 1928)
- A fonó krónikája. I–II. köt. (Közművelődési Könyvtár. Bp., 1932)
- Apró regények. (Közművelődési Könyvtár. Bp., 1932)
- Aki olvasta Petőfit. (Írások Petőfiről. Szerk. Lukácsy Sándor. Bp., 1953)
- A betyár kendője. (Magyar remekírók. Magyar drámaírók. 19. sz. II. köt. Bp., 1984)
- Egy szegény csonka története. („Fényesebb a láncnál a kard.” Elbeszélők 1848–1849-ről. (Olcsó Könyvtár. Bp., 1985)
- A betyár kendője. A szöveget gondozta, szerk. Tarján Tamás. (A magyar dráma gyöngyszemei. Népszínművek. Bp., 2003)

## Színművei
- A betyár kendője. Népszínmű dalokkal, 4 felvonásban. (Bem.: Nemzeti Színház, 1873. szept. 24.)
- Magduska öröksége. Népszínmű. (Bem.: Népszínház, 1888)
- A siroki románc. Népszínmű. (Bem.: Népszínház, 1891. nov. 14.)
- A lányasszony. Népszínmű. (Bem.: Népszínház, 1893. jan. 28.)
- A férfi sorsa az asszony. Népszínmű. (Bem.: Népszínház, 1897. ápr. 30.)

## Bibliográfia
- Danielik József: Magyar írók. Életrajz-gyűjtemény. (Pest, 1858);
- Szánthó Elek–Tóth Bertalan: Alkalmi beszéd és ima Márton Ferencz felett. (Bp., 1898);
- Ágai Adolf: A. L. (Ország-Világ, 1898);
- Vadnay Károly: A. L. (Nemzet, 1898);
- Vargha Gyula: A. L. emlékezete. (Bp., 1901);
- Vadnay Károly: Irodalmi emlékek. (Bp., 1905);
- Carton, Sydney [Rozsnyay Kálmán]: A. L. (Egyetemi Lapok, 1905. 22.);
- Porzó [Ágai Adolf]: A. L. (Á. A.: Új hangok. A por és hamu második sorozata. Bp., 1906);
- Györe János: Adatok A. L. életéhez. – A. L. levele Szász Károlyhoz. (Irodalomtörténeti Közlemények, 1907);
- Abonyi önéletírása. – Györe János: Abonyi pályája. (Máramarosszigeti Református Főgimnázium értesítője, 1913);
- Vargha Zoltán: A Márton-család története. (Turul, 1916);
- Schwarz Hajnalka: A. L. élete és munkássága. (Bp., 1917);
- Magyar színművészeti lexikon. Szerk. Schöpflin Aladár. (Bp., 1929);
- Móricz Pál: Abonyi születésének századik évfordulójához. Beszélgetés Márton Lajos nemzeti múzeumi igazgatóval, az író fiával. (Magyarság, 1932);
- Márton Lajos: Édesapám. (Literatura, 1933);
- Magyar irodalmi lexikon. I–III. köt. Főszerk. Benedek Marcell. (Bp., 1963–1965);
- Kecskemét jelesei. Szerk. Heltai Nándor. (Kecskemét, 1968);
- Kerényi Ferenc: Egy népszínmű tanulságaiból. A. L. és A betyár kendője. (Irodalomtörténeti tanulmányok. Szerk. Farkas Péter, Novák László. Szentendre, 1989);
- Kecskeméti életrajzi lexikon. (Kecskemét, 1992);
- Magyar Színházművészeti Lexikon Főszerk. Székely György. (Bp., 1994);
- A fonó krónikása. (Hírös Naptár, 2008).